# قبار (جنس)
الكبر الشائك، شائك، لصق أو القبار أو الكَبَّار أو الكَبَر (الاسم العلمي: Capparis) هو جنس من النباتات يتبع الفصيلة القبارية من رتبة الكرنبيات.

## أنواع نبات القبار
- قبار أشعث الأزهار
- قبار بنمي
- قبار حزمي
- قبار سميك الأوراق
- قبار سيلاني
- قبار شجري
- قبار شوكي
- قبار لبدي
- قبار نفضي
- قبار إجاصي الأوراق
- قبار أسامي
- قبار أشيب
- قبار أطلسي
- قبار أفزلي
- قبار أملد
- قبار بالميري
- قبار بتيانوفي
- قبار براسي
- قبار برينغلي
- قبار بكويرتي
- قبار بورمي
- قبار بيضاوي الأوراق
- قبار تونكيني
- قبار ثلاثي العروق
- قبار ثورلي
- قبار حاد الأوراق
- قبار خطي
- قبار خيطي الساق
- قبار خيمي
- قبار رفيع الأوراق
- قبار رقيق
- قبار رمادي
- قبار روكسبوري
- قبار زغبي الأزهار
- قبار زغبي الأوراق
- قبار سكيمي
- قبار سناني
- قبار سهمي الأوراق
- قبار سيامي
- قبار شديد الحدة
- قبار شوكي الثمار
- قبار صافي
- قبار صدئ
- قبار صغير
- قبار صغير الأزهار
- قبار صفصافي الأوراق
- قبار صلب
- قبار صوفي الأوراق
- قبار عديم البتلات
- قبار عذقي
- قبار عرموشي
- قبار غضروفي
- قبار فيرديكي
- قبار قصير الشوكة
- قبار كبريتي
- قبار كبير الأزهار
- قبار كتاني الأوراق
- قبار كثير الأزهار
- قبار لاطئ
- قبار لامع
- قبار مارياني
- قبار مبرقش
- قبار متشعب
- قبار متعدد الأزهار
- قبار متنوع الأوراق
- قبار محدب الأوراق
- قبار مخملي
- قبار مستدير الأوراق
- قبار مسرر
- قبار مشعر الثمار
- قبار مقدسي
- قبار مملد
- قبار منتشر
- قبار مؤنف
- قبار ميكونغي
- قبار نبيل
- قبار هندي
- قبار وبغي
- قبار إسفيني الشكل
- قبار أعزل
- قبار ثنائي المسكن
- قبار جبلي
- قبار حجري
- قبار خنجري
- قبار درعي
- قبار دومينيكاني
- قبار شرقي
- قبار عنقودي
- قبار غاري الأوراق
- قبار فونتانيسي
- قبار قرصي
- قبار متباين الشوك
- قبار مجدول
- قبار محرق
- قبار مخشوشب
- قبار مصري
- قبار همبلوتي